# Verbandsgemeinde Hauenstein
Die Verbandsgemeinde Hauenstein ist eine Gebietskörperschaft im Landkreis Südwestpfalz in Rheinland-Pfalz. Der Verbandsgemeinde gehören acht eigenständige Ortsgemeinden an, der Verwaltungssitz ist im Luftkurort Hauenstein.

## Verbandsangehörige Gemeinden
| Ortsgemeinde                | Fläche (km²) | Einwohner |
| --------------------------- | ------------ | --------- |
| Darstein                    | 2,39         | 193       |
| Dimbach                     | 2,19         | 189       |
| Hauenstein                  | 13,91        | 3.969     |
| Hinterweidenthal            | 16,90        | 1.536     |
| Lug                         | 2,32         | 598       |
| Schwanheim                  | 6,96         | 569       |
| Spirkelbach                 | 6,89         | 675       |
| Wilgartswiesen              | 58,34        | 1.036     |
| Verbandsgemeinde Hauenstein | 109,90       | 8.765     |

(Einwohner am 31. Dezember 2023)

## Bevölkerungsentwicklung
Die Entwicklung der Einwohnerzahl bezogen auf das Gebiet der heutigen Verbandsgemeinde Hauenstein; die Werte von 1871 bis 1987 beruhen auf Volkszählungen:
| Jahr | Einwohner |
| 1815 | 2.977     |
| 1835 | 3.841     |
| 1871 | 3.710     |
| 1905 | 5.222     |
| 1939 | 7.506     |
| 1950 | 8.223     |

| Jahr | Einwohner |
| 1961 | 9.623     |
| 1970 | 10.562    |
| 1987 | 9.230     |
| 1997 | 9.612     |
| 2005 | 9.331     |
| 2023 | 8.765     |

## Politik

### Verbandsgemeinderat
Der Verbandsgemeinderat Hauenstein besteht aus 24 ehrenamtlichen Ratsmitgliedern, die bei der Kommunalwahl am 9. Juni 2024 in einer personalisierten Verhältniswahl gewählt wurden, und dem hauptamtlichen Bürgermeister als Vorsitzendem.
Die Sitzverteilung im Verbandsgemeinderat:
| Wahl | SPD | CDU | Grüne | FDP | FWG | BfW | FWGH | WGH | WGS | Gesamt   |
| ---- | --- | --- | ----- | --- | --- | --- | ---- | --- | --- | -------- |
| 2024 | 3   | 6   | 2     | –   | 5   | –   | –    | 6   | 2   | 24 Sitze |
| 2019 | 4   | 6   | 4     | 3   | 5   | –   | 2    | –   | –   | 24 Sitze |
| 2014 | 5   | 8   | 4     | 1   | 4   | 2   | –    | –   | –   | 24 Sitze |
| 2009 | 5   | 8   | 3     | 3   | 4   | 1   | –    | –   | –   | 24 Sitze |
| 2004 | 6   | 11  | 4     | 3   | –   | –   | –    | –   | –   | 24 Sitze |

- FWG = Freie Wählergruppe Verbandsgemeinde Hauenstein e. V.
- BfW = Wählergruppe Bürger für Wilgartswiesen
- FWGH = Freie Wählergruppe Hinterweidenthal
- WGH = Wählergruppe Hääschde e. V.
- WGS = Wählergruppe Manfred Schary

### Bürgermeister
- 1972–1978: Gottfried Dahm, CDU
- 1979–1999: Dieter Raber, CDU
- 1999–2007: Adolf Wieser, SPD
- 2007–2015: Ulrich Lauth, CDU
- 2015–2020: Werner Kölsch, parteilos
- seit 2020: Patrick Weißler

Patrick Weißler wurde am 2. November 2020 Bürgermeister der Verbandsgemeinde Hauenstein. Er hatte sich bei der Stichwahl am 27. September 2020 mit einem Stimmenanteil von 69,7 % gegen Thomas Weisgerber durchgesetzt, nachdem bei der Direktwahl am 13. September 2020 keiner der ursprünglich fünf Bewerber eine ausreichende Mehrheit erreichen konnte.
Bei dieser Abstimmung handelte es sich um eine vorgezogene Neuwahl. Weißlers Vorgänger Werner Kölsch hatte im Mai 2020 bekanntgegeben, das Amt aus gesundheitlichen Gründen vorzeitig mit Wirkung zum 31. August 2020 niederzulegen. Ursprünglich war Kölsch durch die Stichwahl vom 23. November 2014, bei der er einen Stimmenanteil von 62,93 Prozent erreichte, für eine Amtszeit von acht Jahren gewählt worden. Beim ersten Wahlgang am 9. November 2014 hatte keiner der drei Bewerber, darunter auch Kölschs Vorgänger Ulrich Lauth, eine ausreichende Mehrheit erreicht.

### Wappen
Die Wappenbeschreibung lautet: „In achtfach von Silber und Grün geteiltem Schildbord, oben rechts in Rot ein silberner Adler, oben links in Silber ein schwebendes blaues Kreuz, unten rechts in Silber ein grüner Wacholderzweig mit blauen Wacholderbeeren, unten links in Blau ein silberner Adler.“
Unter Vernachlässigung der pfälzischen Vergangenheit in den Wappen der einzelnen Gemeinden der Verbandsgemeinde, wurde der Adler der Herren von Dahn, der Leininger Adler, das Speyerer Kreuz und der Wacholderzweig aus dem Wappen von Spirkelbach berücksichtigt.
Das Wappen wurde 1979 von der Bezirksregierung Neustadt genehmigt und enthält Figuren der Wappen der acht Ortsgemeinden.

## Verkehr
- Bahn: Die Ortsgemeinden Hauenstein, Hinterweidenthal und Wilgartswiesen liegen an der Strecke Karlsruhe–Landau/Pfalz–Saarbrücken.
- Straße: Die Verbandsgemeinde Hauenstein liegt an der Bundesstraße B 10. Die Autobahnen A 8 und A 62 sind bei Pirmasens, die A 65 bei Landau zu erreichen.